# Semapa
Semapa - Sociedade de Investimento e Gestão er et portugisisk konglomerat, der blev etableret i 1991. De har virksomhed indenfor cement, papirmasse og affaldshåndtering.
De ejer 76,7 % af papirmasseproducenten The Navigator Company. De ejer 51 % af cementproducenten Secil Group og 100 % af affaldshåndteringsvirksomheden ETSA.